# وسام جاكسون وجويلت
وسام جاكسون وجويلت هو وسام تقدمه الجمعية الفلكية الملكية (RAS) منذ عام 1897. بغرض تكريم أصحاب الأدوار البارزة في اختراع، تحسين وتطوير الأجهزة أو التقنيات الفلكية المستخدمة في عمليات الرصد واستكشاف الفضاء. أو أصحاب الأبحاث الرائدة عن تاريخ علم الفلك.
منذ عام 2017، تمت نقل فئة تاريخ علوم الفلك إلى فئات وسام أغنيس ماري كليرك.
سميت الجائزة على اسم كلا من هانا جاكسون (اسم قبل الزواج: جويلت) ابنة أخ يوسف جويلت (مهندس معماري وزميل في الجمعية الفلكية الملكية، تبرعت هانا بأموال الجائزة) وابنة جورج جويلت (زميل أخر في الجمعية). يعتبر وسام جاكسون وجويلت هو ثاني أقدم جائزة تصدرها الجمعية الفلكية بعد الميدالية الذهبية.

## الفائزون
اختلف وصف الجائزة مع مرور الزمن، ففي البداية كانت تعطى بصورة غير منتظمة مع وجود فجوة بين ثلاث إلى خمس سنوات بين الجوائز، لكن منذ عام 1968، تم جعلها منتظمة كل ثلاث سنوات. تغير وصف الجائزة مرة أخرى في عام 2004 لتصبح تعطى كل عامين قبل أن يتم تغيرها مرة أخرى في عام 2008 لتصبح بصورة سنوية.
- عام 2017: إيان باري[4]
- عام 2016: بروس سوينيارد[5]
- عام 2015: ألان شابمان[6]
- عام 2014: جورج دبليو فريزر[7]
- عام 2013: فيكرام ديلون[8]
- عام 2012: جوس بلاند هاوثورن[9]
- عام 2011: مات غريفين
- عام 2010: كريج ماكاي
- عام 2009: بيتر ادي
- عام 2008: ستيفن شيكتمان
- عام 2006: كيث تايلور
- عام 2004: بات والنس
- عام 2001: جون إي بالدوين
- عام 1998: ألكسندر بوكسنبرغ
- عام 1995: جانيت اكيوز ماتيي
- عام 1992: ريتشارد ستيفنسن
- عام 1989: ادوين ريتشارد هيلز
- عام 1986: ديفيد مالين
- عام 1983: جروت ريبر
- عام 1980: روجر غريفين
- عام 1977: باتريك مور
- عام 1974: جيفري بيري
- عام 1971: آلن ويليامز
- عام 1968: جون جاي بورتر
- عام 1963: جورج إريك دايكون ألكوك
- عام 1960: مشاطرة بين فرانك باتسون وألبرت جونز[10]
- عام 1956: ريجنالد بوردون دي كوك
- عام 1953: جون فيليب مانينغ برنتس
- عام 1949: ألغرنون مونتاجو
- عام 1946: هارولد وليام نيوتن
- عام 1942: ريجنالد لوسون ووترفيلد
- عام 1938: فريدريك جيمس هارجريفز وبيرسي ريفز
- عام 1935: والتر جال
- عام 1931: كلايد تومبو
- عام 1928: مشاطرة بين وليام ريد ووليام هيلبرت ستيفنسون
- عام 1923: ستانلي وليامز ووليام سالدر فرانك
- عام 1918: ثيودور فيليبس
- عام 1913: توماس هنري إسبينيل كومبتون اسبن
- عام 1909: فيليبيرت ياكيز ميلوت
- عام 1905: جون تيبوت
- عام 1902: توماس ديفيد اندرسون
- عام 1897: لويس سويفت

## وصلات خارجية
- وسام جاكسون وجويلت- الجمعية الفلكية الملكية
- وسام جاكسون وجويلت عام 2017